# 韋特佩克 (加利福尼亞州)
韋特佩克（英語：Weitchpec）是位於美國加利福尼亞州洪堡縣的一個非建制地區。該地的面積和人口皆未知。

## 地理
韋特佩克的座標為41°11′17″N 123°42′30″W / 41.18806°N 123.70833°W，而該地的平均海拔高度為110米（即361英尺）。